# Stemmechaniek

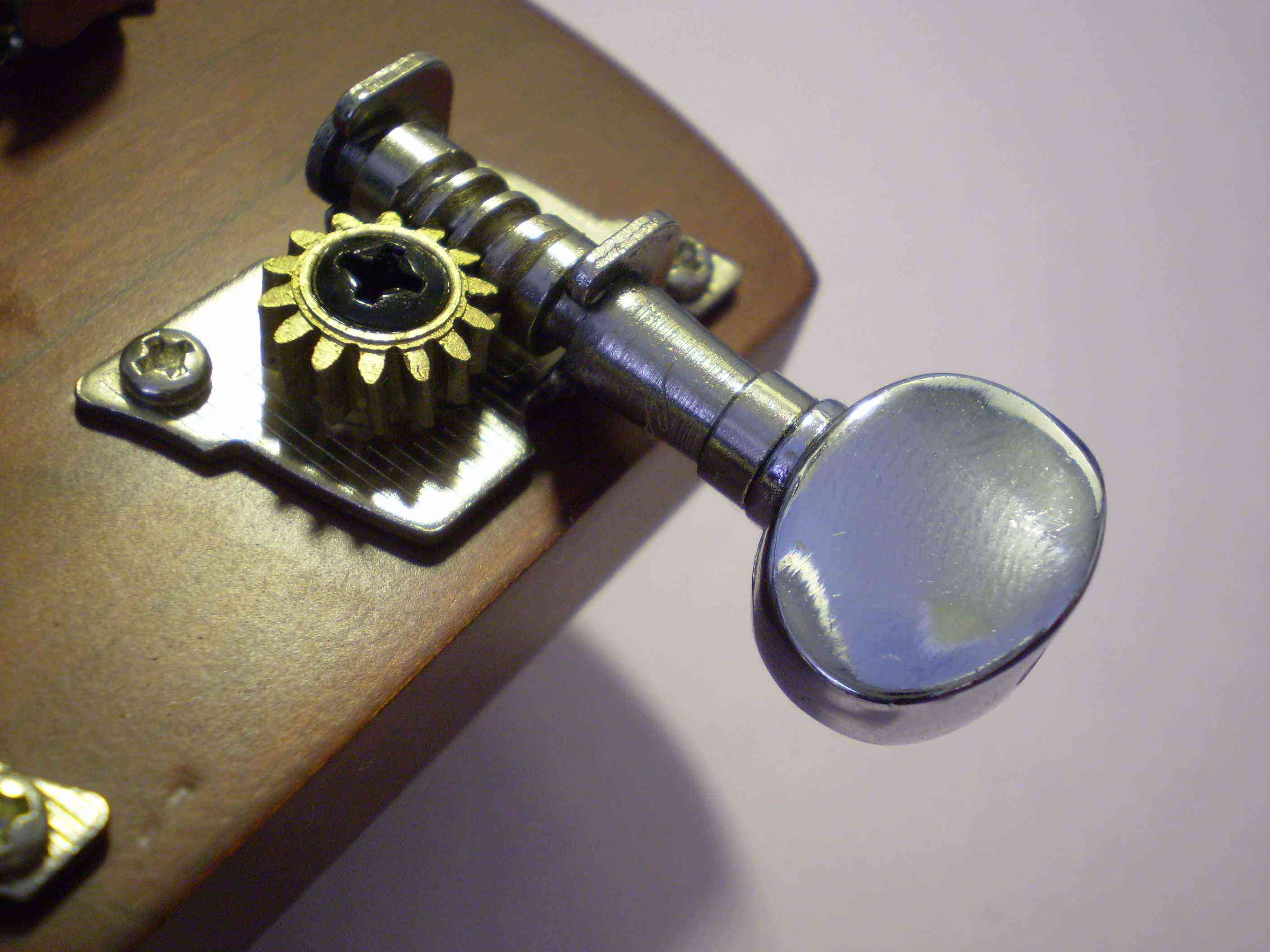
Stemmechaniek van een ukelele in closeup

Een stemmechaniek is een muziekinstrumentonderdeel waarmee een snaar op spanning gebracht wordt.
Soms spreekt men ook van ook stemschroef, maar een stemschroef is niet hetzelfde als een stemmechaniek: zo heeft een gitaar een stemmechaniek maar bijvoorbeeld een viool een stemschroef. Bij een piano of vleugel is het stemprincipe eenvoudiger, en gebaseerd op een stalen stem-pen die in een uitgeboord gat in een gelamineerd stuk beukenhout (het stemblok) draaibaar is. De grote wrijvingsweerstand tussen stempen en -gat zorgt dat de stempen niet gemakkelijk losschiet of verloopt, en de stemming van het instrument lang nauwkeurig blijft. In oudere piano's en vleugels is dit stemblok vaak nog gemaakt van massief beuken.